# Magneti samario-cobalto
I magneti samario-cobalto (SmCo),  sono un tipo di magnete che contiene terre rare: sono magneti permanenti forti, costituito da due elementi di base, samario e cobalto.
Furono sviluppati nei primi anni '60 da un lavoro di Karl Strnat presso la base aeronautica di Wright-Patterson e da Alden Ray presso l'Università di Dayton . A loro due su deve lo sviluppo della prima formulazione di SmCo 5 .
I magneti SmC-Co sono tipicamente comparati ai magneti al neodimio, ma hanno temperature di Curie più elevate e una coercitività maggiore.

## Attributi
Alcune caratteristiche del samario-cobalto sono:
- I magneti in samario-cobalto sono resistenti alla smagnetizzazione.
- Possono lavorare a temperature alte [(temperature massime di utilizzo tra 250 °C (523 K) e 550 °C (823 K) ]; Temperature di Curie da 700 °C (973 K) a 800 °C (1 070 K) :
- Sono costosi e soggetti a fluttuazioni di prezzo (il cobalto è sensibile al prezzo di mercato).
- Questi magneti sono resistenti all corrosione e all´ossidazione, solitamente non necessitano di essere rivestiti e possono essere ampiamente utilizzati ad alte temperature e in condizioni di lavoro difficili.
- Sono fragili e soggetti a crepe e scheggiature. I magneti Sm-Co hanno un prodotto di energia massima (BH max ) che vanno da 14 megagauss-oersted (MG·Oe) a 33 MG·Oe, ovvero circa. da 112 kJ/m 3 a 264 kJ/m 3 ; il loro limite teorico è 34 MG·Oe, circa 272 kJ/m 3 .
- I magneti sinterizzati in samario-cobalto presentano anisotropia magnetica, ovvero sono tipicamente magnetizzati lungo il loro asse normale, che è la direzione preferita per una magnetizzazione stabile. Ciò avviene allineando la struttura cristallina del materiale durante il processo di fabbricazione.

| Proprieta (unita di misura)                                                                  | Neodimio       | Sm-Co        |
| -------------------------------------------------------------------------------------------- | -------------- | ------------ |
| Rimanenza (T)                                                                                | 1–1.5          | 0.8–1.16     |
| Campo coercitivo (MA/m)                                                                      | 0.875–2.79     | 0.493–2.79   |
| Permeabilita relativa (–)                                                                    | 1.05           | 1.05–1.1     |
| Coefficiente di temperatura della rimanenza (%/K)                                            | –0.09..–0.12   | −0.03..–0.05 |
| Coefficiente di temperatura del campo coercitivo (%/K)                                       | −0.40..–0.65   | −0.15..–0.30 |
| Temperatura di Curie (°C)                                                                    | 310–370        | 700–850      |
| Densita (g/cm3)                                                                              | 7.3–7.7        | 8.2–8.5      |
| Coefficiente di espansione termica nella direzione di magnetizzazione (1/K)                  | (3–4)×10−6     | (5–9)×10−6   |
| Coefficiente di espansione termica nella direzione normale a quella di magnetizzazione (1/K) | (1–3)×10−6     | (10–13)×10−6 |
| Resistenza di flessione (N/mm2)                                                              | 200–400        | 150–180      |
| Forza di compressione(N/mm2)                                                                 | 1000–1100      | 800–1000     |
| Resistenza alla atrazione (N/mm2)                                                            | 80–90          | 35–40        |
| Durezza Vickers (HV)                                                                         | 500–650        | 400–650      |
| Resisitivita elettrica (Ω·cm)                                                                | (110–170)×10−6 | (50–90)×10−6 |

## Fasi
I magneti Sm-Co si presentano in due fasi: SmCo 5 e Sm 2 Co 17.

### Fase 1:5
Queste leghe magnetiche sono composte da un atomo di samario ogni cinque atomi di cobalto e contengono generalmente circa il 36% di samario (In termini di massa).
I loro prodotti energetici variano tra 16 MG·Oe e 25 MG·Oe (circa 128 – 200 kJ/m³). Questa fase presenta un coefficiente di temperatura reversibile di circa -0,05%/°C.
La magnetizzazione di saturazione può essere raggiunta con un campo magnetizzante moderato. Inoltre, questi magneti sono più facili da calibrare per ottenere un campo magnetico specifico rispetto ai magneti della serie SmCo 2:17.
Applicando un campo magnetico moderato, i grani non magnetizzati di questa fase cercheranno di allineare il loro asse di orientamento al campo magnetico, magnetizzandosi quindi leggermente. Questo può essere un problema per le lavorazioni successive come per esempio lápplicaione di un placcato o di un rivestito. Il leggero campo magnetico captato dal magnete può attrarre detriti durante il processo di placcatura o rivestimento, causando la rottura del rivestimento o condizioni meccaniche fuori tolleranza.
B r varia con la temperatura ed è una delle caratteristiche importanti delle prestazioni magnetiche perche influenza dierse applicazioni pratiche che richiedono stabilita. 
.
Per risolvere questi problemi pratici, alla fine degli anni '70 furono sviluppati magneti con compensazione della temperatura. Per i magneti SmCo convenzionali, B r diminuisce all'aumentare della temperatura. Al contrario, per i magneti GdCo, B r aumenta all'aumentare della temperatura con una certa tolleranza allínterno di un intervallo. Combinando samario e gadolinio nella lega, il coefficiente di temperatura può essere ridotto quasi a zero.
I magneti SmCo 5 possiedono un'elevata coercività (forza coercitiva), il che significa che resistono efficacemente alla smagnetizzazione. Vengono prodotti comprimendo polveri magnetiche a grana grossa con domini magnetici isolati. In questi magneti, tutti i domini sono orientati lungo la direzione dell'asse facile, e le loro pareti di dominio sono disposte a 180 gradi.
In un materiale privo di impurità, il processo di inversione magnetica avviene come nei granuli a dominio singolo, dove il meccanismo dominante è la rotazione coerente. Tuttavia, durante la produzione, possono formarsi impurità che agiscono come nuclei di inversione. Queste impurità, avendo un'anisotropia minore o assi disallineati, rendono più semplice la rotazione della magnetizzazione, disturbando così la struttura delle pareti di dominio.
Nei materiali che presentano tali imperfezioni, la coercitività è determinata dal processo di nucleazione. Per ottenere la massima coercitività, è fondamentale controllare la presenza di impurità durante la produzione.

### Fase 2:17
Le leghe in una delle due fasi (1:5 o 2:17) sono indurite per invecchiamento con una composizione di due atomi di samario di terre rare per 13–17 atomi di metalli di transizione (MT). Il contenuto di MT è ricco di cobalto, ma contiene altri elementi come ferro e rame. Altri elementi come zirconio, afnio e simili possono essere aggiunti in piccole quantità per ottenere una migliore risposta al trattamento termico. In peso, la lega conterrà generalmente il 25% di samario. I prodotti energetici massimi di queste leghe vanno da 20 a 32 MGOe, ovvero circa 160-260 kJ/m 3 . Questi trattamenti permettono di ottenere i migliori coefficienti di reversibilita termica. 
Nella fase Sm 2 Co 17, il meccanismo di coercitività si basa sul fissaggio della parete del dominio. Le impurità aggiunte in fase di sintesi impediscono il movimento della parete del dominio rendendo più difficile il processo di inversione della magnetizzazione. Per questo le impurita vengono aggiunt di proposito durante le fasi di produzione.

## Produzione
La lega di samario e cobalto viene lavorata iniilemnte in uno stato di demagnetizzazione. Queste leghe vengono macinate utilizzando un processo di macinazione a umido (raffreddamento a base d'acqua) e una mola diamantata. Lo stesso processo è necessario se si devono praticare fori o realizzare altre caratteristiche confinate. Gli scarti di lavorazione non devono essere lasciati asciugare data la facile infiammabilita: una piccola scintilla, come quella prodotta dall'elettricità statica, può facilmente innescare la combustione.
Un altro metodo e quello della fusione: i metalli vengono fusi in una fornace a induzione o ad arco in atmosfera di argon. La miscela viene colata in uno stampo e raffreddata formare un lingotto. Il lingotto viene polverizzato e le particelle vengono macinate per ridurne ulteriormente le dimensioni. Successivamente, la polvere viene pressata in uno stampo della forma desiderata, in un campo magnetico per orientare il campo magnetico delle particelle. La sinterizzazione viene applicata a una temperatura di 1100˚C–1250˚C, seguita da un trattamento di soluzione a 1100˚C–1200˚C e la tempra viene infine eseguita sul magnete a circa 700˚C–900˚C. Successivamente viene macinato e ulteriormente magnetizzato per aumentarne le proprietà magnetiche. Il prodotto finito viene testato, ispezionato e confezionato. 